# Шабердіно
Шабердіно́ (рос. Шабердино, удм. Шаберди) — присілок у Зав'яловському районі Удмуртії, Росія.
Знаходиться на північно-західній околиці міста Іжевська, з яким зв'язаний автодорогою. На північній околиці присілка протікає річка Люк.

## Населення
Населення — 983 особи (2012; 788 в 2010).
Національний склад станом на 2002 рік:
- удмурти — 72 %
- росіяни — 27 %

## Історія
До революції присілок входив до складу Сарапульського повіту Вятської губернії. За даними 10-ї ревізії 1859 року присілок Вуко-Чудзя мав 31 двір, де мешкало 262 особи. В 1920 році присілок увійшов до складу новоствореної Вотської АО, він був центром Шабердінської сільської ради.

## Економіка
Головними підприємствами присілка є ТОВ «Леон», яке утворилося в результаті злиття ВАТ «Шабердінське» (колишній радгосп) та ТОВ «Урал».
Із закладів соціальної сфери працюють середня школа, дитячий садок, культурний комплекс, клуб.

## Урбаноніми[5]
- вулиці — 40 років Перемоги, Гагаріна, Дачна, Зелена, Клубна, Комсомольська, Лучна, Мельнична, Миру, Південна, Польова, Радянська, Садова, Центральна, Шабердинська, Шкільна
- провулки — Зелений, Садовий